# Некрофобия
Некрофо́бия (от греч. νεκρός — мёртвый и φόβος — страх) — навязчивый страх (фобия), боязнь трупов и похоронных принадлежностей.
Симптомы включают в себя одышку, учащённое дыхание, нерегулярное сердцебиение, потливость, сухость во рту и дрожь, тошноту и беспокойство, психологическую неустойчивость, а также чувство страха и тревоги.